# 新普利茅斯灯光节

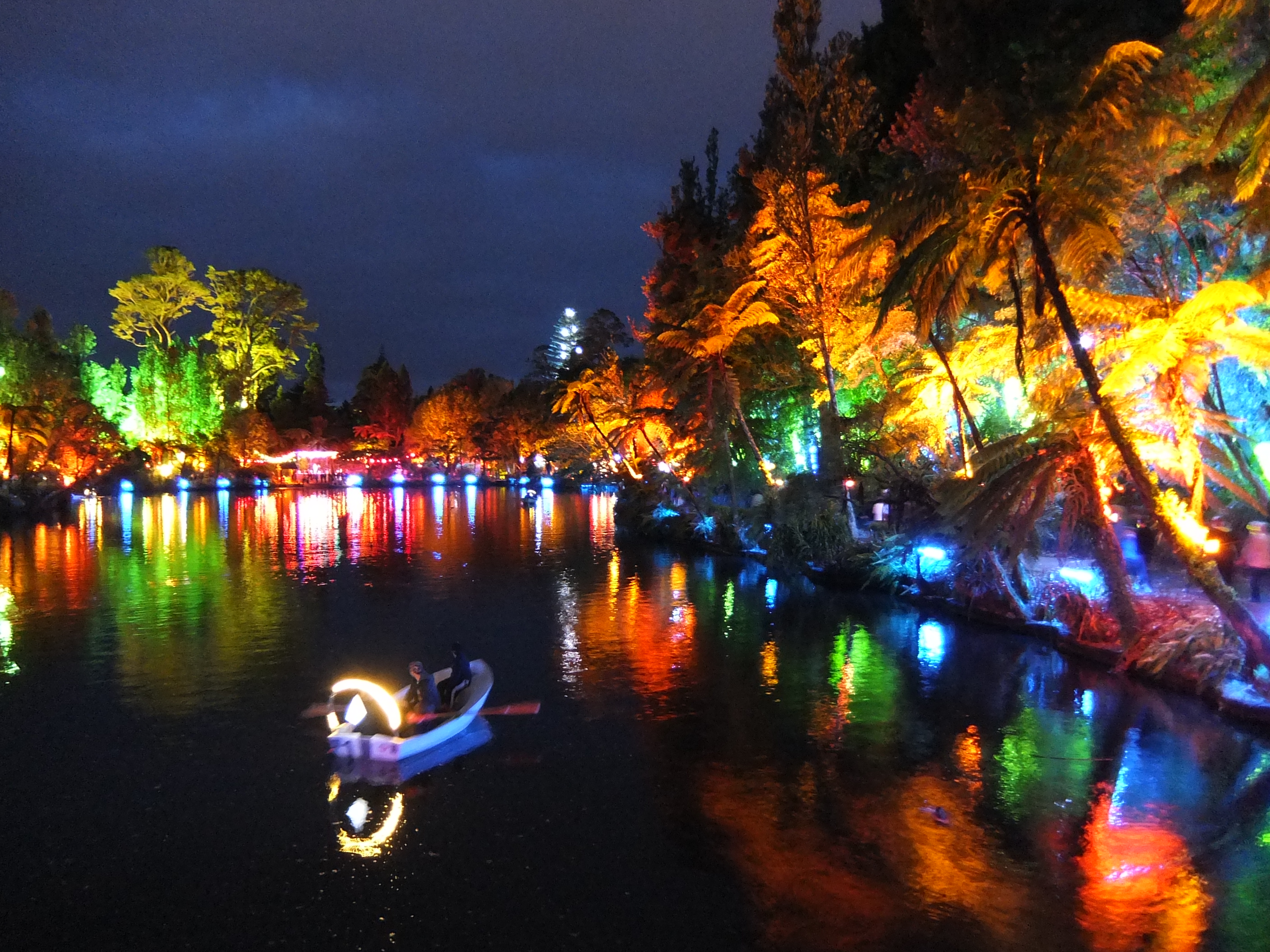
灯光装扮的普基库拉公园

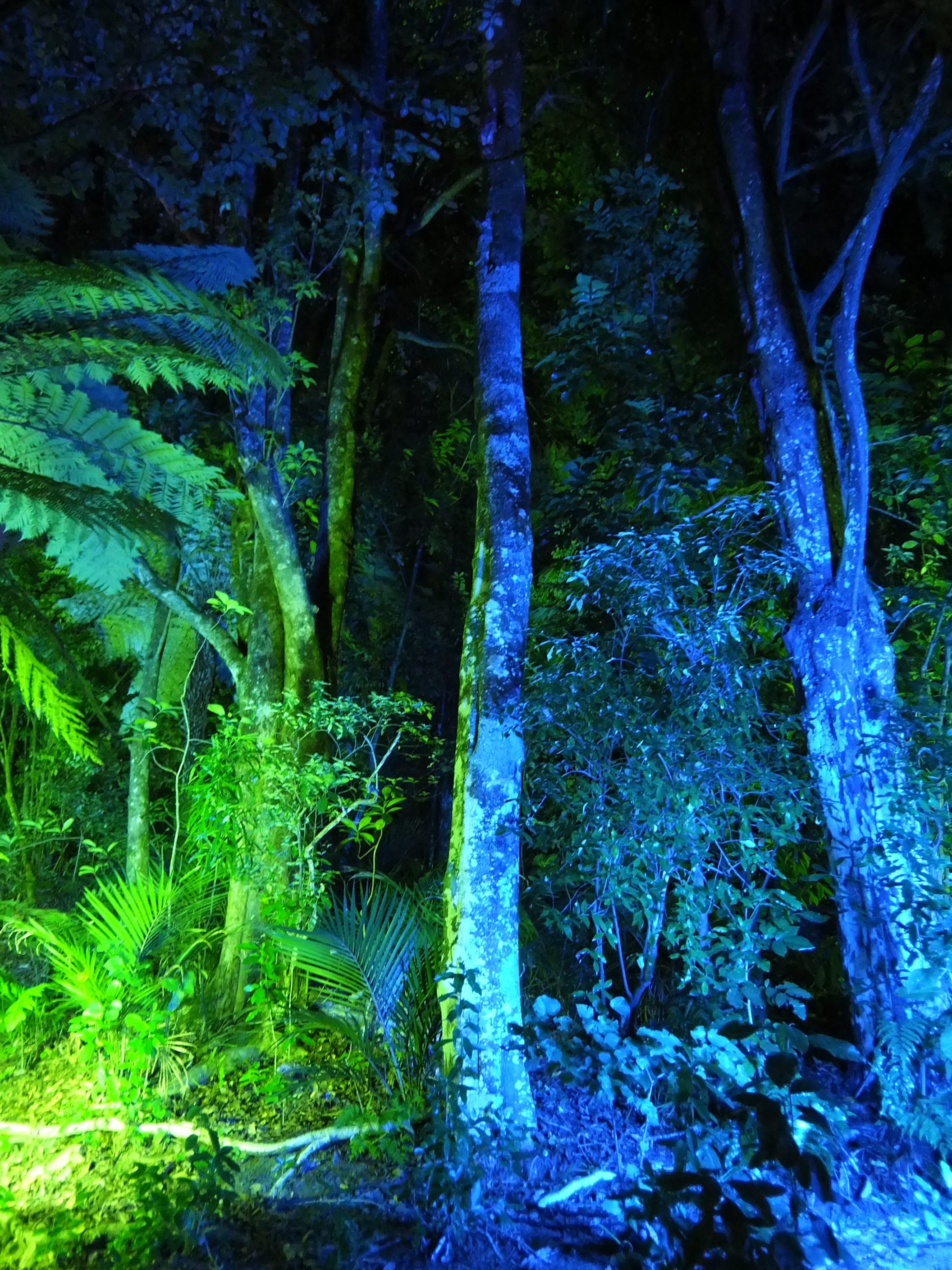
灯光装扮的普基库拉公园

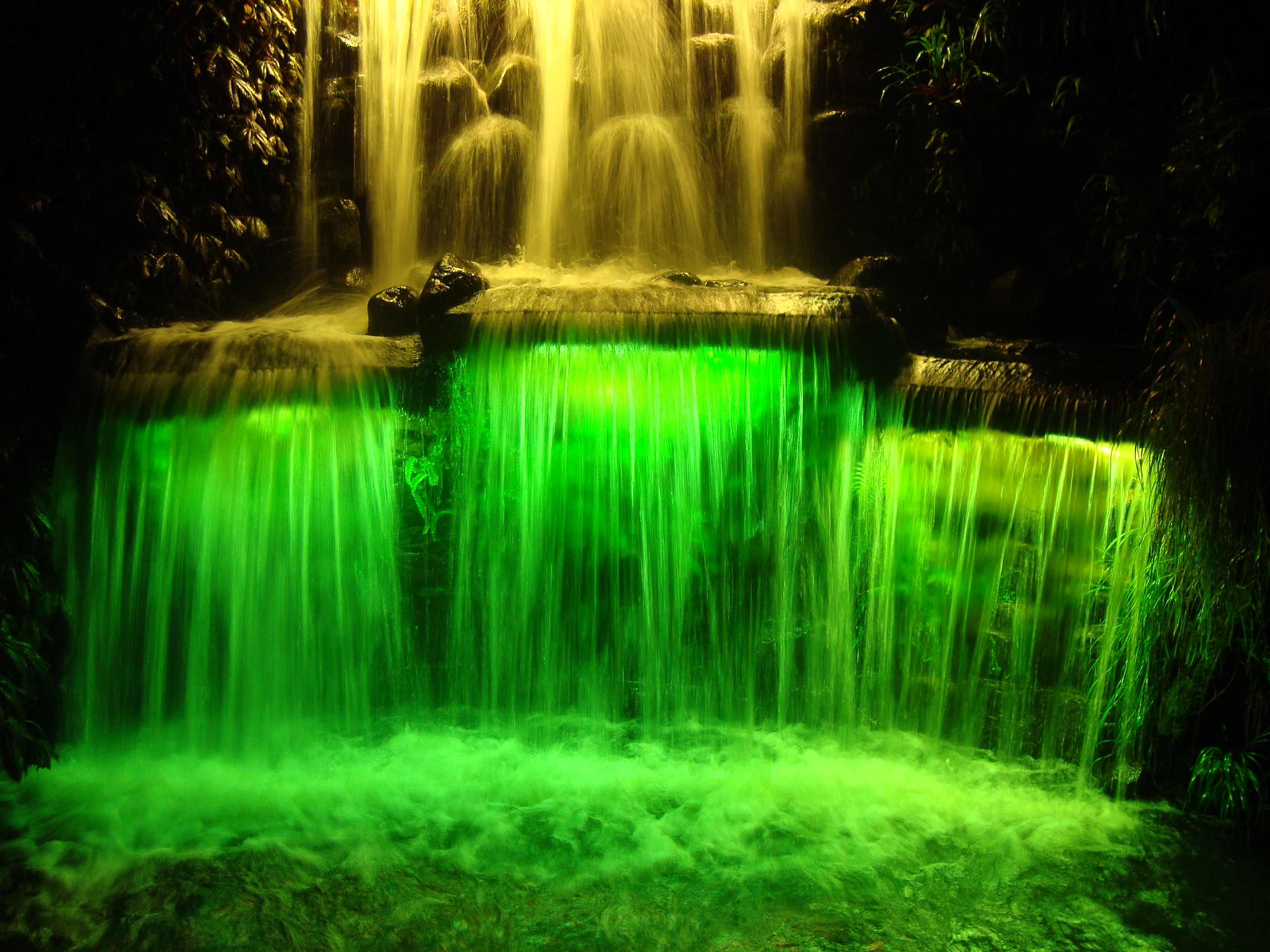
瀑布灯光

新普利茅斯灯光节(英語：TSB Festival of Lights) 是位于新西兰城市新普利茅斯的普基库拉公园(Pukekura Park)的一个节庆活动。每年历时从12月中旬到2月上旬。各种彩光灯将公园打造为绚烂的光影世界。

## 历史

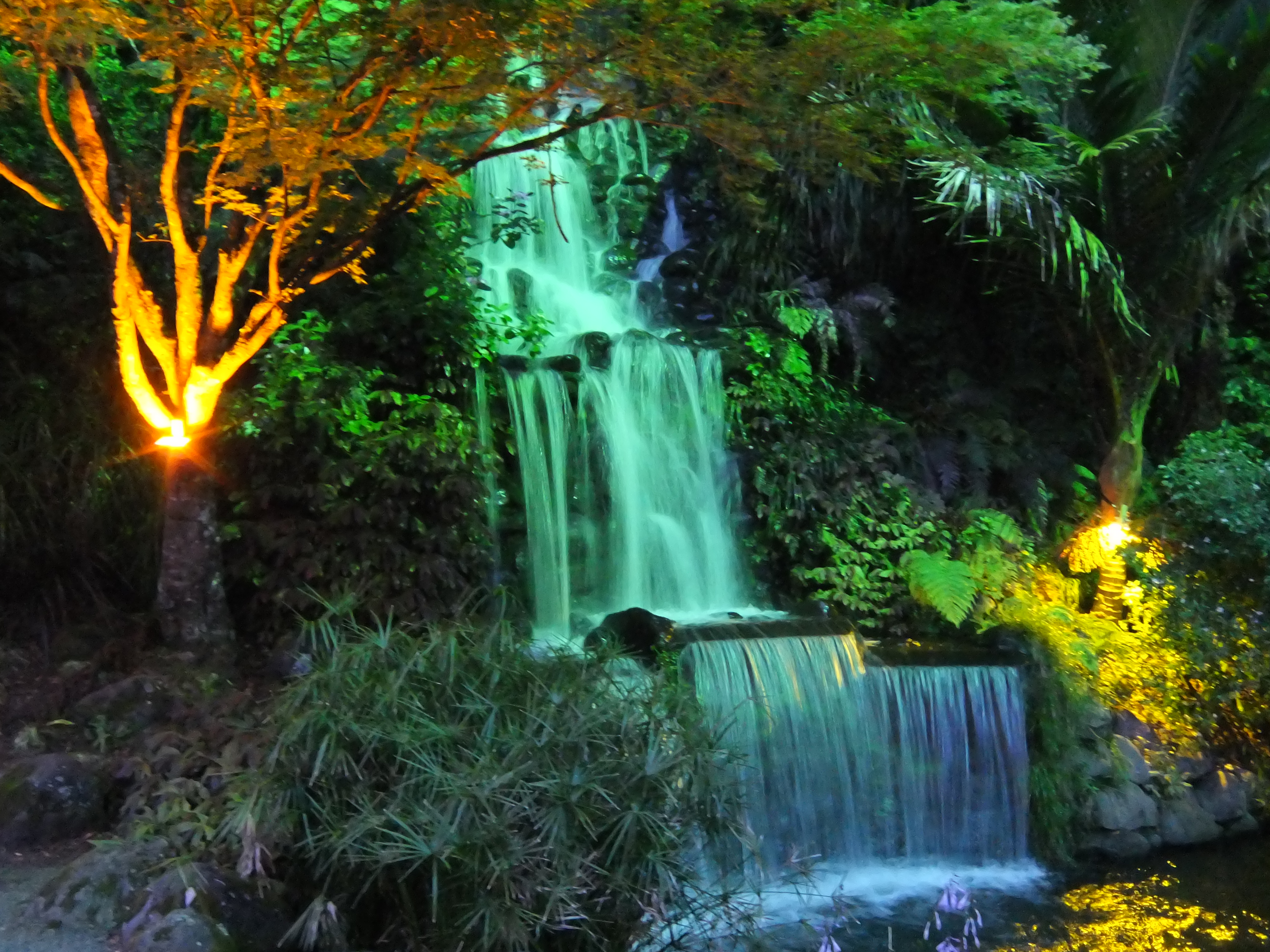
灯光装扮的新普利茅斯公园

灯光节开始于1993年，作为新普利茅斯夏季旅游和文化活动。每年吸引10万游客前来旅游。
2013年举办过二十周年庆典活动。

## 主办方
节日由新西兰TSB银行主要赞助。